# Нагішкін Дмитро Дмитрович
Нагішкін Дмитро Дмитрович — російський письменник.
Народився 13 жовтня 1909 р. у м. Чита. Помер 11 березня 1961 р. у м. Рига. Працював у газетах Хабаровська, Благовєщенська, Чити. Друкувався з 1930 р.
Автор роману «Серце Бонівура» (1947), повістей: «Тиха бухта» (1939), «Сузір'я Стрільця» (1962).
За його романом на Київській кіностудії поставлено телефільм «Серце Бонівура» (1969, 4 с; екр. варіант — 1970, 2 с).
Був членом Спілки письменників Росії.